# Glaucina spaldingata
Glaucina spaldingata là một loài bướm đêm trong họ Geometridae.